# Vuelta a Colombia 2016
Die 66. Vuelta a Colombia 2016 war ein kolumbianisches Straßenradrennen. Das Etappenrennen fand vom 13. bis zum 26. Juni 2016 statt. Zudem gehörte das Radrennen zur UCI America Tour 2016 und war dort in der Kategorie 2.2 eingestuft.

## Etappen
| Etappe     | Datum    | Etappenorte                     | type                 | Länge (km) | Etappensieger         | Gesamtführender |
| ---------- | -------- | ------------------------------- | -------------------- | ---------- | --------------------- | --------------- |
| 1. Etappe  | 13. Jun. | Turbaco – Arjona                | Einzelzeitfahren     | 11,3       | Óscar Sevilla         | Óscar Sevilla   |
| 2. Etappe  | 14. Jun. | Cartagena                       | Hügelige Etappe      | 128,6      | Fabio Montenegro      | Óscar Sevilla   |
| 3. Etappe  | 15. Jun. | Sincelejo – Montería            | Flachetappe          | 126,8      | Lucas Sebastián Haedo | Óscar Sevilla   |
| 4. Etappe  | 16. Jun. | Montería – Caucasia             | Flachetappe          | 118,6      | Sebastián Molano      | Óscar Sevilla   |
| 5. Etappe  | 17. Jun. | Yarumal – Bello                 | Mittelschwere Etappe | 113,5      | Lucas Sebastián Haedo | Óscar Sevilla   |
| 6. Etappe  | 18. Jun. | Medellín – Alto de Las Palmas   | Bergzeitfahren       | 17         | Mauricio Ortega       | Óscar Sevilla   |
| 7. Etappe  | 19. Jun. | Caldas – Manizales              | Hochgebirgsetappe    | 183,1      | Mauricio Ortega       | Mauricio Ortega |
| 8. Etappe  | 21. Jun. | Manizales – Santa Rosa de Cabal | Hügelige Etappe      | 124,9      | Frank Osorio          | Mauricio Ortega |
| 9. Etappe  | 22. Jun. | Pereira – Cali                  | Flachetappe          | 214,8      | Jairo Salas           | Mauricio Ortega |
| 10. Etappe | 23. Jun. | Buga – Salento                  | Mittelschwere Etappe | 143        | Cristhian Montoya     | Mauricio Ortega |
| 11. Etappe | 24. Jun. | Salento – Ibagué                | Hochgebirgsetappe    | 169        | Alexis Camacho        | Mauricio Ortega |
| 12. Etappe | 25. Jun. | Ibagué – Cota                   | Flachetappe          | 218,6      | Juan Pablo Suárez     | Mauricio Ortega |
| 13. Etappe | 26. Jun. | Sopó – Tunja                    | Hügelige Etappe      | 173,6      | Wilson Marentes       | Mauricio Ortega |

## Gesamtwertung
| \| Gesamtwertung \| Gesamtwertung \| Gesamtwertung \| Gesamtwertung \| Gesamtwertung \| \| Fahrer \| Fahrer \| Land \| Team \| Zeit \| \| ------------- \| -------------------------- \| ------------- \| ------------------------------------------ \| ---------------- \| \| 1. \| Mauricio Ortega \| Kolumbien \| Supergiros-Redetrans \| 41 h 44 min 00 s \| \| 2. \| Óscar Sevilla \| Spanien \| EPM-Tigo-Une-Área Metropolitana \| + 2 s \| \| 3. \| Alex Cano \| Kolumbien \| Aguardiente Antioqueño-Lotería de Medellín \| + 1 min 05 s \| \| 4. \| Fabio Duarte \| Kolumbien \| EPM-Tigo-Une-Área Metropolitana \| + 3 min 20 s \| \| 5. \| Alejandro Ramírez Calderón \| Kolumbien \| Coldeportes-Claro \| + 3 min 47 s \| \| 6. \| Luis Felipe Laverde \| Kolumbien \| Coldeportes-Claro \| + 4 min 08 s \| \| 7. \| Óscar Rivera \| Kolumbien \| EBSA Empresa de Energía Boyacá \| + 4 min 33 s \| \| 8. \| Alexis Camacho \| Kolumbien \| GW Shimano \| + 4 min 39 s \| \| 9. \| Camilo Gómez \| Kolumbien \| Coldeportes-Claro \| + 6 min 40 s \| \| 10. \| Aldemar Reyes \| Kolumbien \| Manzana Postobón \| + 11 min 54 s \| |                            |           |                                            |                  |
| |                            |           |                                            |                  |
| |                            |           |                                            |                  |
| Gesamtwertung |                            |           |                                            |                  |
| Fahrer | Fahrer                     | Land      | Team                                       | Zeit             |
| 1. | Mauricio Ortega            | Kolumbien | Supergiros-Redetrans                       | 41 h 44 min 00 s |
| 2. | Óscar Sevilla              | Spanien   | EPM-Tigo-Une-Área Metropolitana            | + 2 s            |
| 3. | Alex Cano                  | Kolumbien | Aguardiente Antioqueño-Lotería de Medellín | + 1 min 05 s     |
| 4. | Fabio Duarte               | Kolumbien | EPM-Tigo-Une-Área Metropolitana            | + 3 min 20 s     |
| 5. | Alejandro Ramírez Calderón | Kolumbien | Coldeportes-Claro                          | + 3 min 47 s     |
| 6. | Luis Felipe Laverde        | Kolumbien | Coldeportes-Claro                          | + 4 min 08 s     |
| 7. | Óscar Rivera               | Kolumbien | EBSA Empresa de Energía Boyacá             | + 4 min 33 s     |
| 8. | Alexis Camacho             | Kolumbien | GW Shimano                                 | + 4 min 39 s     |
| 9. | Camilo Gómez               | Kolumbien | Coldeportes-Claro                          | + 6 min 40 s     |
| 10. | Aldemar Reyes              | Kolumbien | Manzana Postobón                           | + 11 min 54 s    |

## Wertungstrikots
| Etappe         | Etappensieger         | Gesamtwertung   | Nachwuchswertung   | Bergwertung       | Punktewertung         | Sprintwertung          | Teamwertung                     |
| -------------- | --------------------- | --------------- | ------------------ | ----------------- | --------------------- | ---------------------- | ------------------------------- |
| 1              | Óscar Sevilla         | Óscar Sevilla   | Juan Felipe Osorio | Juan Pablo Rendón | Óscar Sevilla         | Janier Acevedo         | EPM-Tigo-Une-Área Metropolitana |
| 2              | Fabio Montenegro      | Óscar Sevilla   | Aldemar Reyes      | Fabio Montenegro  | Óscar Sevilla         | Carlos Julián Quintero | Orgullo Antioqueño              |
| 3              | Lucas Sebastián Haedo | Óscar Sevilla   | Aldemar Reyes      | Fabio Montenegro  | Óscar Sevilla         | Carlos Julián Quintero | Orgullo Antioqueño              |
| 4              | Sebastián Molano      | Óscar Sevilla   | Aldemar Reyes      | Fabio Montenegro  | Lucas Sebastián Haedo | Cristián Torres        | Orgullo Antioqueño              |
| 5              | Lucas Sebastián Haedo | Óscar Sevilla   | Aldemar Reyes      | Fabio Montenegro  | Lucas Sebastián Haedo | Cristián Torres        | Orgullo Antioqueño              |
| 6              | Mauricio Ortega       | Óscar Sevilla   | Aldemar Reyes      | Mauricio Ortega   | Lucas Sebastián Haedo | Cristián Torres        | Orgullo Antioqueño              |
| 7              | Mauricio Ortega       | Mauricio Ortega | Aldemar Reyes      | Mauricio Ortega   | Óscar Sevilla         | Cristián Torres        | Orgullo Antioqueño              |
| 8              | Frank Osorio          | Mauricio Ortega | Aldemar Reyes      | Mauricio Ortega   | Óscar Sevilla         | Cristián Torres        | Orgullo Antioqueño              |
| 9              | Jairo Salas           | Mauricio Ortega | Aldemar Reyes      | Mauricio Ortega   | Óscar Sevilla         | Steven Cuesta          | Orgullo Antioqueño              |
| 10             | Cristhian Montoya     | Mauricio Ortega | Aldemar Reyes      | Mauricio Ortega   | Óscar Sevilla         | Steven Cuesta          | Orgullo Antioqueño              |
| 11             | Alexis Camacho        | Mauricio Ortega | Aldemar Reyes      | Mauricio Ortega   | Óscar Sevilla         | Steven Cuesta          | Coldeportes-Claro               |
| 12             | Juan Pablo Suárez     | Mauricio Ortega | Aldemar Reyes      | Mauricio Ortega   | Óscar Sevilla         | Steven Cuesta          | Coldeportes-Claro               |
| 13             | Wilson Marentes       | Mauricio Ortega | Aldemar Reyes      | Mauricio Ortega   | Óscar Sevilla         | Steven Cuesta          | Coldeportes-Claro               |
| Wertungssieger | Wertungssieger        | Mauricio Ortega | Aldemar Reyes      | Mauricio Ortega   | Óscar Sevilla         | Steven Cuesta          | Coldeportes-Claro               |